# Laurent Marcangeli

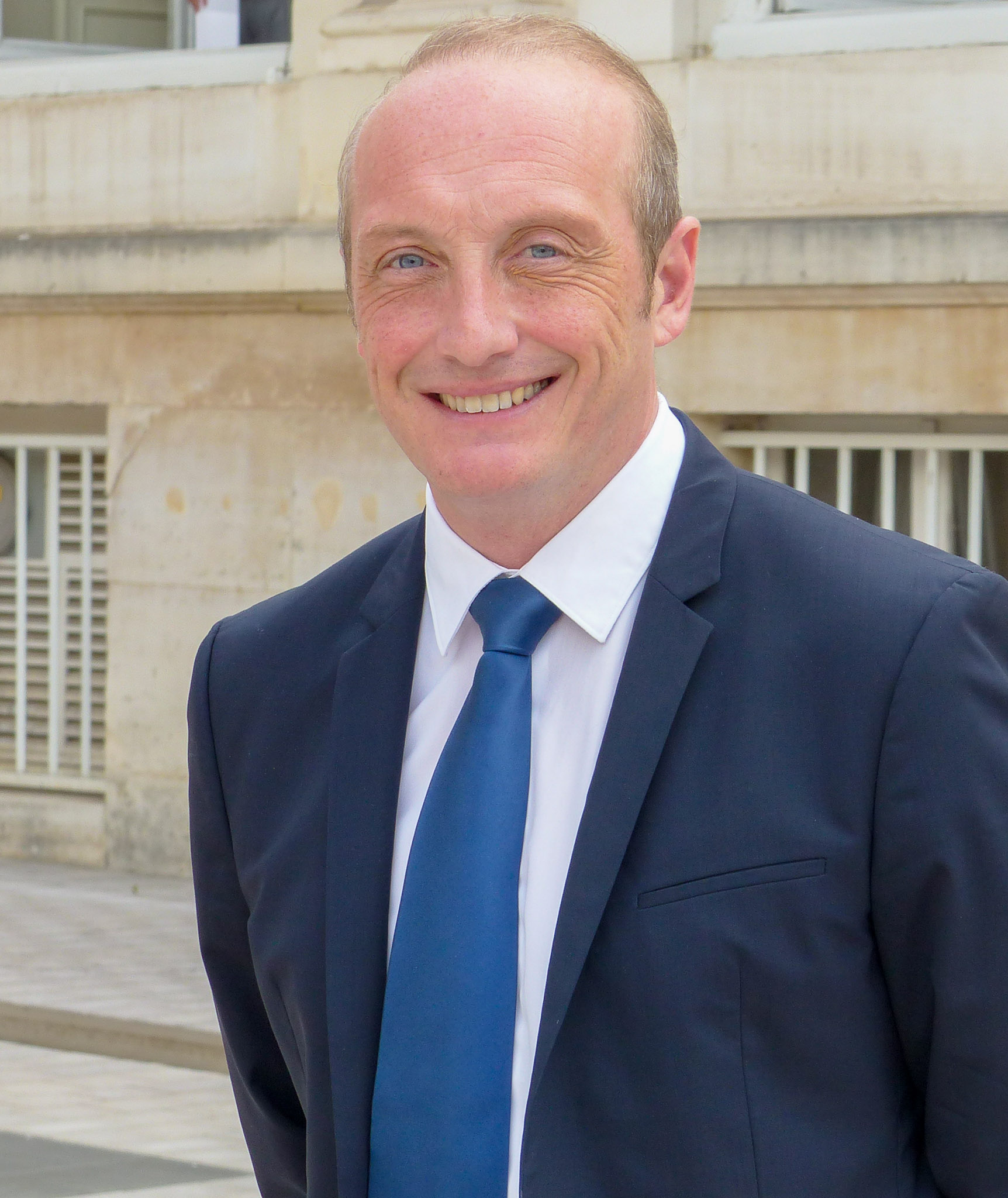
Laurent Marcangeli, 2024

Laurent Marcangeli (* 10. Dezember 1980 in Ajaccio) ist ein französischer Politiker (Horizons, früher UMP). Er war von 2012 bis 2017 und ist seit 2022 Abgeordneter der Nationalversammlung. Von 2014 bis 2022 war er Bürgermeister von Ajaccio. Seit Dezember 2024 ist er Minister im Kabinett Bayrou.

## Leben und Karriere
Der Korse Marcangeli trat 1997 im Alter von 16 Jahren der gaullistischen Partei RPR bei. Er studierte danach an der Universität von Korsika Geschichte und Recht. 2008 begann er nach Abschluss des Studiums, als Anwalt zu arbeiten. Im selben Jahr zog er in den Stadtrat von Ajaccio ein. 2011 wurde er zudem in den Generalrat des Départements Corse-du-Sud gewählt.
Bei den Parlamentswahlen 2012 trat er im ersten Wahlkreis des Départements Corse-du-Sud für die UMP an und zog in die Nationalversammlung ein. Dabei konnte er entgegen dem nationalen Trend den bisherigen linken Abgeordneten Simon Renucci schlagen und wurde mit 31 Jahren jüngster Abgeordneter von Korsika. Im April 2014 wurde Marcangeli als Kandidat der Mitte-rechts-Parteien UMP und UDI mit knappem Vorsprung vor dem sozialdemokratischen Amtsinhaber Simon Renucci zum Bürgermeister gewählt. Aufgrund von Unregelmäßigkeiten erklärte das Verwaltungsgericht die Wahl für ungültig. Bei der Wiederholung im Februar 2015 wurde Marcangeli jedoch mit deutlicher Mehrheit als Bürgermeister bestätigt. Sein Mandat in der Nationalversammlung übte er zunächst parallel dazu aus.
Bei der Parlamentswahl 2017 verzichtete er auf eine erneute Kandidatur, um nach dem Gesetz gegen Ämterhäufung Bürgermeister von Ajaccio bleiben zu können. Aus Protest gegen den Rechtsruck der Partei unter Laurent Wauquiez trat Marcangeli Anfang 2018 aus Les Républicains (neuer Name der UMP) aus. Die Kommunalwahl im März 2020 gewann Marcangeli als Divers droite (parteiloser Rechter) mit absoluter Mehrheit bereits im ersten Wahlgang. Zur korsischen Regionalwahl im Juni 2021 führte Marcangeli die Mitte-rechts-Liste Un soffiu novu („ein neuer Atem“) an. Diese kam mit 24,9 Prozent im ersten und 32 Prozent im zweiten Wahlgang auf den zweiten Platz hinter dem autonomistischen und korsisch-nationalistischen Bündnis Femu a Corsica. Anschließend war Marcangeli Vorsitzender der größten Oppositionsfraktion in der Versammlung von Korsika.
Bei der Parlamentswahl 2022 errang er erneut den Sitz des ersten Wahlkreises des Départements Corse-du-Sud, diesmal als Vertreter der Partei Horizons und des Wahlbündnisses Ensemble. Er wurde zum Fraktionsvorsitzenden der Horizons in der Nationalversammlung gewählt. Dafür verzichtete er auf das Bürgermeisteramt in Ajaccio und seinen Sitz in der korsischen Versammlung.
Im Dezember 2024 wurde er Minister im Ministerium für das öffentliche Handeln, den öffentlichen Dienst und die Vereinfachung.